# I quattro moschettieri (film 1936)
I quattro moschettieri è un film del 1936 diretto da Carlo Campogalliani.
La pellicola trae il suo soggetto all'omonima trasmissione radiofonica, scritta da Nizza e Morbelli, ed è considerata il primo e unico lungometraggio di marionette realizzato in Italia.

## Accoglienza

### Critica
Anonimo su Cinema del 25 ottobre 1936: « Le marionette dei Quattro moschettieri, possono rappresentare benissimo l'equivalente italiano dei cartoni animati d'America, ma potrebbero anche superarli. Questo film di avventure ci è piaciuto e ci ha divertiti, le scene specie quelle della nave e dell'osteria sono ben fatte. Ottima la regia di Campogalliani vecchio ed espertissimo burattinaio, la quale regia ha il merito di aver soddisfatto le esigenze cinematografiche per uno spettacolo pensato per il teatro. »